# Onthophagus balawaicus
Onthophagus balawaicus är en skalbaggsart som beskrevs av Scheuern 1995. Onthophagus balawaicus ingår i släktet Onthophagus och familjen bladhorningar. Inga underarter finns listade i Catalogue of Life.